# Ей Айдара
Ей Айдара (фр. Eye Haidara; нар. 7 березня 1983, Булонь-Біянкур, Франція) — французька акторка. Номінантка на премію «Люм'єр» та «Сезар» як найперспективнішій акторкці 2018 року.

## Життєпис
Ей Айдара народилася 7 березня 1983 року в Булонь-Біянкур. 
Була акторкою театру «Міжнародна Академія», створеного у 2010 році Еріком Вінґером.. Грала у Театрі Лорьяна.

## Фільмографія
| Рік  |   | Українська назва | Оригінальна назва  | Роль        |
| ---- | - | ---------------- | ------------------ | ----------- |
| 2017 | ф | 1+1=Весілля      | Le sens de la fête | Адель       |
| 2014 | ф | Горили           | Les Gorilles       | Лінда       |
| 2010 | ф | Фільм Соціалізм  | Film Socialisme    | журналістка |
| 2010 | ф | Імплозія         | Implosion          | Джаміля     |
| 2011 | ф | Джиммі Рів'єр    | immy Rivière       | Фатіма      |
| 2007 | ф | Подивися на мене | Regarde-moi        | Фатімата    |